# Разделительная полоса

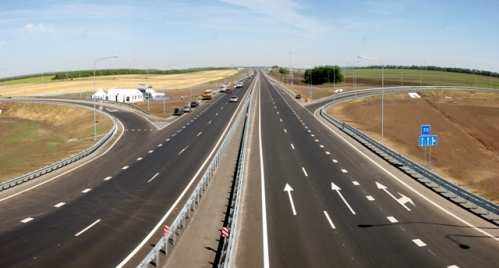
Разделительная полоса на трассе М4 «Дон»

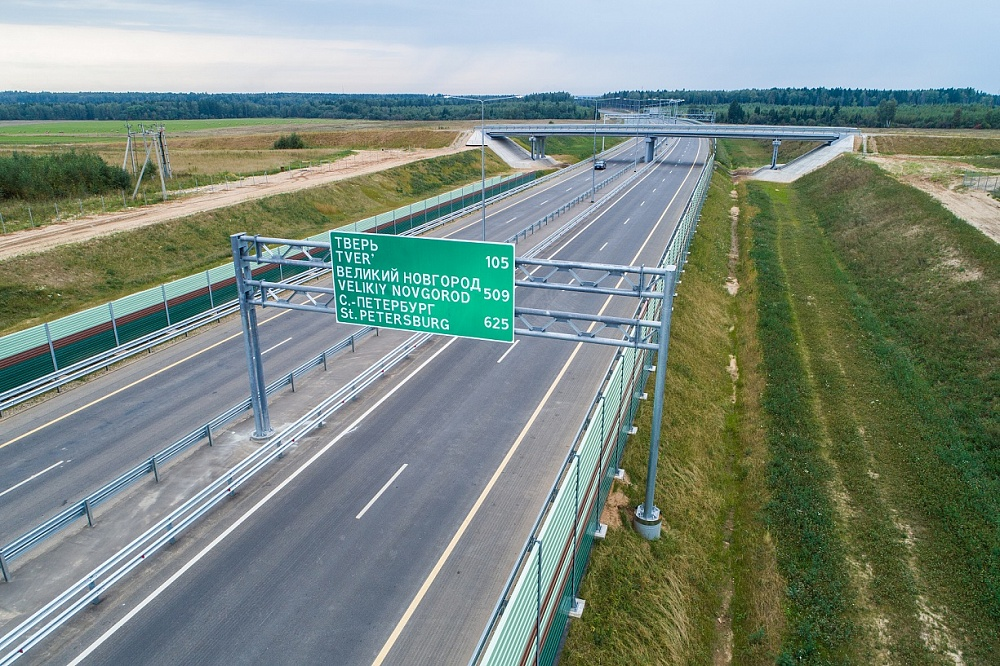
Разделительная полоса на трассе М11 «Нева»

Разделительная полоса — элемент дороги, выделенный конструктивно и (или) с помощью разметки 1.2, разделяющий смежные проезжие части, проезжую часть и трамвайные пути либо отделяющий полосы для маршрутных транспортных средств и (или) полосы для велосипедистов от остальных полос движения в пределах одной проезжей части и не предназначенный для движения и остановки транспортных средств.
Конструктивно выделенную разделительную полосу выделяют с помощью одного или нескольких следующих элементов обустройства:
- дорожными ограждениями,
- бордюрным камнем,
- направляющими устройствами,
- противоослепляющими экранами,
- газоном.

Перед началом разделительных полос могут быть устроены направляющие островки.

Разделительная полоса для успокоения трафика выделеная разметкой на городской улице в Южно-Сахалинске

Использование разделительной полосы рекомендуется для обеспечения максимально безопасного условия движении транспортных средств и снижения риска их столкновения при движении навстречу друг другу. Разделительная полоса может иметь разрывы, предназначенные для поворота или разворота транспортных средств. Часть разделительной полосы, по которой проходит пешеходный переход относится к островку безопасности.